# 北海道財務局
北海道財務局（ほっかいどうざいむきょく）は北海道札幌市北区にある財務省の地方支分部局。北海道を管轄する。

## 管内財務事務所・出張所
- 北海道財務局本局
  - 函館財務事務所
  - 旭川財務事務所
  - 釧路財務事務所
  - 帯広財務事務所
  - 小樽出張所
  - 北見出張所